# Gao Jianbin
Gao Jianbin (高建斌S, Gāo JiànbīnP; Canton, 5 febbraio 1972) è un ex calciatore cinese, di ruolo portiere. Conosciuto anche con il soprannome di Gao Lao (高佬S, Gāo LǎoP, letteralmente Ragazzo Alto in cantonese) per via della sua altezza, è considerato uno dei calciatori più forti ad aver mai giocato nello Sichuan.

## Caratteristiche tecniche
Nonostante la notevole statura, era un portiere agile, molto capace nel dirigere la difesa e nel proporre azioni d'attacco per i suoi compagni grazie a precisi rilanci. Dimostrò anche una certa abilità nel parare calci di rigore.

## Carriera

### Club

#### Guangdong Hongyuan
Cominciò la sua carriera con la maglia della squadra della sua città natale, lo Hongyuan, firmando un contratto professionistico nel 1994. Pur rimanendo in squadra fino al 1998, con la squadra del Guangdong scese in campo solo in quattro occasioni, tra l'altro senza convincere particolarmente, nel 1995: la presenza in squadra del veterano e già nazionale Ou Chuliang gli precluse qualsiasi possibilità di essere titolare. Neanche con l'abbandono di Ou nel 1997 a seguito della retrocessione dalla Jia-A League, all'epoca massimo livello calcistico cinese, Gao riuscì a convincere la piazza delle sue capacità, passando tutta la stagione in cadetteria seduto in panchina. 

#### Sichuan Quanxing
Nel 1999, il Quanxing di Chengdu avviò un progetto di rilancio della propria squadra. Dopo alcuni rumor che vedevano protagonista lo stesso Ou dopo una stagione allo Shanghai Shenhua, venne annunciato a sorpresa il tesseramento di Gao, ormai ventisettenne e con solo una manciata di presenze tra i professionisti. Nonostante la mancanza di esperienza, quella stagione si rivelò ottima per entrambe le parti: con ottime e solide prestazioni, il Quanxing raggiunse la terza posizione finale in classifica, subendo solo 19 reti con Gao Lao in campo e risultando essere la seconda miglior difesa del campionato dietro solo ai campioni dello Shandong Taishan. Le sue prestazioni gli valsero l'entrata nel Team of the Year 1999, votato dai tifosi come miglior portiere della stagione. Quell'anno Gao fu protagonista di un curioso episodio il 1º agosto, quando la sua squadra perse in trasferta per 1-0 contro il Guangzhou Songri. L'unico gol della gara venne realizzato da uno dei pochi errori di Gao in quella stagione: l'azione fece adirare il tecnico brasiliano Edson Tavares, che si mise ad insultare il suo portiere negli spogliatoi al termine della partita. Dopo una particolarmente accesa risposta di Gao, l'allenatore lo schiaffeggiò davanti alla squadra: per difendere il compagno, il difensore Wei Qun iniziò una rissa contro il suo CT, che ne uscì ferito in modo non grave ma fu costretto per un certo periodo a convalescenza. Dopo questo episodio, Tavares si scusò con Gao Jianbin di fronte a tutta la squadra, facendo scoppiare a piangere il portiere. L'increscioso evento avrebbe aiutato il team ad uscirne più unito e a migliorare ancora di più le proprie prestazioni per la metà mancante della stagione.
La buona stagione venne ripetuta l'anno successivo, ancora con un terzo posto e con ottime prestazioni di Gao Lao, che concesse solamente 4 gol giocando in casa, risultando essere la miglior difesa del campionato a pari merito con il Dalian Shide vincitore. L'eccellente annata culminò con la convocazione in nazionale cinese da parte del tecnico Bora Milutinović.
Dopo il quarto posto del 2001 con Bob Houghton in panchina, la squadra cominciò a subire profondi cambiamenti di organico, dovuti ad una crisi societaria: dopo un cambio di nominazione in Sichuan Dahe il nuovo allenatore Ilija Petković non riuscì a continuare la striscia positiva della squadra, facendola scivolare al quattordicesimo posto. Pur offrendo sempre prestazioni convincenti, Gao non poté fare a meno di seguire il periodo di forma negativo della squadra, tanto che in seguito ad una sconfitta contro il fanalino di coda Shanxi Guoli venne accusato dai giornali locali di aver venduto la partita agli avversari. Per provare la sua innocenza, invitò gli addetti della stampa nella parte meridionale di Chengdu, dove possedeva un terreno di 60 acri comprato in precedenza, sostenendo di non aver bisogno di soldi.
Il nuovo allenatore incaricato, Xu Hong, dopo l'acquisto della società da parte dei proprietari del Dalian Shide mise fuori dal progetto molti veterani della squadra, compreso Gao Lao. Scadendo il suo contratto il primo gennaio 2003, decise di ritirarsi dal calcio giocato all'età di 30 anni, con 83 presenze totali nella squadra dello Sichuan.

### Nazionale
Venne convocato per due amichevoli contro Nuova Zelanda e Uruguay a gennaio 2000 da Bora Milutinović, senza scendere mai in campo, così come alle successive gare di qualificazione per la Coppa d'Asia 2000. Venne di nuovo chiamato quel luglio per un test-match casalingo in vista del torneo continentale contro la Corea del Sud, scendendo in campo all'ottantesimo minuto al posto di Jiang Jin, mantenendo la porta inviolata ma non riuscendo ad evitare la sconfitta per 0-1 dopo la marcatura al 52° di Lee Young-pyo.
Doveva essere convocato anche per partecipare al Campionato mondiale di calcio 2002, ma qualche mese prima dovette dare forfait a causa di una lesione di secondo grado al muscolo tensore della fascia lata.

### Dopo il ritiro
Terminata la carriera agonistica, si iscrisse all'Università dello Sichuan alla facoltà di economia e aprì un'agenzia immobiliare insieme alla moglie, svolgendo tutt'oggi la professione di immobiliarista.
Anni dopo il suo ritiro, sohu.com lo ha eletto come uno tra i Calciatori più belli della storia del campionato cinese.

## Statistiche

### Cronologia presenze e reti in nazionale
| Cronologia completa delle presenze e delle reti in nazionale ― Cina | Cronologia completa delle presenze e delle reti in nazionale ― Cina | Cronologia completa delle presenze e delle reti in nazionale ― Cina | Cronologia completa delle presenze e delle reti in nazionale ― Cina | Cronologia completa delle presenze e delle reti in nazionale ― Cina | Cronologia completa delle presenze e delle reti in nazionale ― Cina | Cronologia completa delle presenze e delle reti in nazionale ― Cina | Cronologia completa delle presenze e delle reti in nazionale ― Cina |
| Data                                                                | Città                                                               | In casa                                                             | Risultato                                                           | Ospiti                                                              | Competizione                                                        | Reti                                                                | Note                                                                |
| ------------------------------------------------------------------- | ------------------------------------------------------------------- | ------------------------------------------------------------------- | ------------------------------------------------------------------- | ------------------------------------------------------------------- | ------------------------------------------------------------------- | ------------------------------------------------------------------- | ------------------------------------------------------------------- |
| 28-7-2000                                                           | Pechino                                                             | Cina                                                                | 0 – 1                                                               | Corea del Sud                                                       | Korea-China Annual Match                                            | -                                                                   | 80’                                                                 |
| Totale                                                              |                                                                     | Presenze                                                            | 1                                                                   |                                                                     | Reti                                                                | 0                                                                   |                                                                     |